# Trung tâm Vũ trụ Satish Dhawan
Trung tâm Vũ trụ Satish Dhawan (Tiếng Anh: Satish Dhawan Space Centre or Sriharikota Range - SHAR) là một trung tâm phóng tên lửa được điều hành bởi Tổ chức Nghiên cứu Không gian Ấn Độ - (ISRO). Nó nằm ở Sriharikota ở bang Andhra Pradesh. Giám đốc hiện tại của SDSC là P. Kunhikrishnan, đương nhiệm từ ngày 01/06/2015 thay cho M. Y. S. Prasad.